# Col Walker
Le col Walker (Walker Pass en anglais) est un col de montagne de la Sierra Nevada, situé à 1 599 mètres d'altitude, en Californie, aux États-Unis.